# Chunta Aragonesista
Pour les articles homonymes, voir CHA.
La Chunta Aragonesista (en français : « Junte aragonaise »), abrégée CHA, est un parti politique espagnol actif dans la communauté autonome d’Aragon, nationaliste aragonais, écosocialiste et féministe.
C’est un parti membre de l’Alliance libre européenne.

## Historique
Le parti est créé en 1986. Il obtient deux sièges de députés au Parlement aragonais en 1995 et connaît son meilleur résultat en 2003 avec neuf sièges. Au Parlement espagnol, la CHA décroche un siège de député lors des élections générales anticipées de 2011, grâce à son alliance électorale avec la Gauche unie (IU) - Initiative pour la Catalogne Verts (ICV).	
Aux élections européennes de 2004, la CHA figure sur une liste Europe des Peuples, EdP, composée comme suit : 
1. Bernat Joan i Marí (ERC)
2. Mikel Irujo Amezaga (EA)
3. José Miguel Díaz Calvo (CHA)
4. Josep Carles Ibàñez i Martí (ERC)
5. José Antonio Pino Barrera (PSA)

Cette liste remporte un siège de député au Parlement européen, dont le mandat devait être occupé, à tour de rôle, par les trois premiers candidats. Cependant le candidat aragonais a renoncé à siéger.

## Dirigeants
José Luis Soro en est le président depuis 2012 et Juan Martín le secrétaire général.

## Résultats électoraux

### Congrès des députés
| Année   | Voix                           | %                              | Rang                           | Sièges             |
| ------- | ------------------------------ | ------------------------------ | ------------------------------ | ------------------ |
| 1989    | 3 156                          | 0,48                           |                                | 0 / 13             |
| 1993    | 6 344                          | 0,83                           |                                | 0 / 13             |
| 1996    | 49 739                         | 6,42                           |                                | 0 / 13             |
| 2000    | 75 356                         | 10,42                          |                                | 1 / 13             |
| 2004    | 94 252                         | 12,07                          |                                | 1 / 13             |
| 2008    | 37 995                         | 4,99                           |                                | 0 / 13             |
| 2011    | au sein de la Gauche plurielle | au sein de la Gauche plurielle | au sein de la Gauche plurielle | 1 / 13             |
| 2015    | au sein d'Unité populaire      | au sein d'Unité populaire      | au sein d'Unité populaire      | 0 / 13             |
| 2016    | Ne se présente pas             | Ne se présente pas             | Ne se présente pas             | Ne se présente pas |
| 04/2019 | Ne se présente pas             | Ne se présente pas             | Ne se présente pas             | Ne se présente pas |
| 11/2019 | associé à Más País             | associé à Más País             | associé à Más País             | 0 / 13             |
| 2023    | au sein de Sumar               | au sein de Sumar               | au sein de Sumar               | 1 / 13             |

### Cortes d'Aragon
| Année | Voix   | %     | Rang | Sièges | Gouvernement        |
| ----- | ------ | ----- | ---- | ------ | ------------------- |
| 1987  | 6 157  | 0,96  | 8e   | 0 / 67 | Extra-parlementaire |
| 1991  | 14 008 | 2,29  | 6e   | 0 / 67 | Extra-parlementaire |
| 1995  | 34 043 | 4,86  | 5e   | 2 / 67 | Opposition          |
| 1999  | 72 129 | 11,09 | 4e   | 5 / 67 | Opposition          |
| 2003  | 97 777 | 13,72 | 3e   | 9 / 67 | Opposition          |
| 2007  | 54 483 | 8,17  | 4e   | 4 / 67 | Opposition          |
| 2011  | 55 875 | 8,24  | 4e   | 4 / 67 | Opposition          |
| 2015  | 30 624 | 4,59  | 6e   | 2 / 67 | Lambán I            |
| 2019  | 41 879 | 6,26  | 5e   | 3 / 67 | Lambán II           |
| 2023  | 34 163 | 5,10  | 4e   | 3 / 67 | Opposition          |

### Parlement européen
| Année | Coalition                           | Voix   | %    | Sièges |
| ----- | ----------------------------------- | ------ | ---- | ------ |
| 1987  | Gauche des peuples                  | 3 955  | 0,62 | 0      |
| 1989  | Gauche des peuples                  | 8 563  | 1,70 | 0      |
| 1994  | -                                   | -      | -    | -      |
| 1999  | Les Verts - Les Gauches des peuples | 44 494 | 6,85 | 0      |
| 2004  | Europe des peuples                  | 29 520 | 6,13 | 0      |
| 2009  | Europe des Peuples - les Verts      | 13 259 | 2.84 | 0      |
| 2014  | Printemps européen                  | 20 625 | 4,49 | 0      |